# Ascalenia vanella
Ascalenia vanella ist ein Schmetterling (Nachtfalter) aus der Familie der Chrysopeleiidae.

## Merkmale
Die Falter erreichen eine Flügelspannweite von 7 bis 10 Millimeter. Kopf, Thorax und Tegulae glänzen graubraun, die Spitzen der Schuppen sind hier heller. Die Fühler sind graubraun. Die Vorderflügel sind graubraun und mehr oder weniger mit an der Spitze hellgrauen Schuppen gesprenkelt. Diese Schuppen bilden auch zwei sehr undeutliche und unregelmäßige Binden, die sich bei 1/3 und 2/3 der Vorderflügellänge befinden. Die äußere Binde verläuft leicht schräg nach außen. Bei 1/3 der Vorderflügellänge befindet sich auf der Analfalte ein dunkler ovaler Fleck. Ein ähnlicher, aber kleinerer Fleck liegt in der Flügelmitte am Innenrand der äußeren Binde. Die Fransenschuppen sind am Apex graubraun, sie werden zum Flügelinnenrand hin fahler. Die Hinterflügel glänzen hellgrau, sie sind an der Costalader und am Apex mehr bräunlich. Das Abdomen glänzt graubraun, das Afterbüschel ist weiß.
Bei den Männchen ist der Uncus ziemlich kurz, schmal und nach unten gebogen. Die Valven sind schlank und nahezu parallelwandig. Sie haben einen rundlichen Apex. Auf der inneren Oberfläche befinden sich Reihen grober Borsten, haarartige Borsten und eine sehr lange und gebogene Borste sind in der basalen Hälfte der äußeren Oberfläche zu finden. Der Aedeagus ist nahezu gerade und verjüngt sich distal leicht.
Bei den Weibchen ist die schlitzförmige Ausbuchtung des siebenten Sternits klein und schmal U-förmig. Die Falte des sechsten Sternits ist stumpf dreieckig. Die seitlichen Schilde sind trapezförmig und am Ostium sklerotisiert. Sie haben an den hinteren Rändern eine netzförmige Struktur die beidseitig mit einem netzartigen Fleck an der Innenseite der Falte verbunden ist. Der Ductus bursae verläuft in zwei Windungen und hat ein schmales sklerotisiertes Längsband. Das Corpus bursae ist oval und hat zwei große trichterförmige Signa mit einer gebogenen Spitze.
Die Raupen sind orangegelb.

### Ähnliche Arten
Ascalenia vanella ähnelt habituell Ascalenia vanelloides und Ascalenia echidnias, zur sicheren Artbestimmung ist eine Genitaluntersuchung notwendig.

## Verbreitung
Ascalenia vanella ist in Mittel- und Südeuropa verbreitet. Daneben kommt die Art auch auf den Kanarischen Inseln, in Kleinasien und dem Kaukasus vor. Sie lebt an den Ufern großer Flüsse.

## Biologie
Die Raupen entwickeln sich an Deutscher Tamariske (Myricaria germanica) und an verschiedenen Tamarix-Arten. Sie bohren in den Samenkapseln oder in den Zweigen. Die Art bildet zwei Generationen im Jahr. Die Falter fliegen von Juni bis Juli und von September bis Oktober. Die zweite Generation überwintert und fliegt wieder im zeitigen Frühjahr.

## Systematik
Es sind folgende Synonyme bekannt:
- Laverna vanella Frey, 1860
- Lauerna seeboldiella Ragonot, 1882

## Belege
1. 1 2 3 4 5 6 7  J. C. Koster, S. Yu. Sinev: Momphidae, Batrachedridae, Stathmopodidae, Agonoxenidae, Cosmopterigidae, Chrysopeleiidae. In: P. Huemer, O. Karsholt, L. Lyneborg (Hrsg.): Microlepidoptera of Europe. 1. Auflage. Band 5. Apollo Books, Stenstrup 2003, ISBN 87-88757-66-8, S. 177 (englisch).
2. ↑  Karl Traugott Schütze: Die Biologie der Kleinschmetterlinge unter besonderer Berücksichtigung ihrer Nährpflanzen und Erscheinungszeiten. Handbuch der Microlepidopteren. Raupenkalender geordnet nach der Illustrierten deutschen Flora von H. Wagner. Frankfurt am Main, Verlag des Internationalen Entomologischen Vereins e. V., 1931, S. 140
3. ↑  Ascalenia vanella bei Fauna Europaea. Abgerufen am 27. März 2012